# Мюррей, Линдли
Линдли Мюррей (англ. Lindley Murray, 1745—1826) — британский лингвист.

## Биография
Линдли Мюррей родился в Пенсильвании в семье квакеров. Был старшим из двенадцати детей Роберта Мюррея (1721—1786), одного из крупных торговцев Нью-Йорка. В 1753 родители переехали в Нью-Йорк и отдали Линдли в хорошую школу, где он прослыл «беспечным». Когда Линдли исполнилось четырнадцати лет, он стал помогать отцу в ведении дел в конторе, но склонности к торговле не испытывал, а больше интересовался наукой и литературой. В конечном счёте Линдли сбежал из дома в школу-интернат в городке Берлингтон в штате Нью-Джерси, где изучал французский язык. Отец вернул Линдли из интерната домой, по прежнему рассчитывая, что сын займется коммерцией, но по совету своего адвоката направил Линдли изучать право.
Получив юридическое образование, Линдли практиковал в качестве адвоката в штате Нью-Йорк. В 1767 году Линдли женился на Ханне Добсон, но детей у них не было.
В 1770 году Линдли приехал в Англию, куда ранее переехал отец, но в 1771 году вернулся в Нью-Йорк, где продолжал адвокатскую практику. После начала войны за независимость Мюррей с женой уединился на Лонг-Айленде, где провёл четыре года, занимаясь рыбалкой, охотой и парусным спортом. После провозглашения Декларации независимости вернулся в Нью-Йорк, где успешно продолжил адвокатскую практику, а в 1783 году вышел в отставку и поселился в красивом месте на Гудзоне.
Ввиду ухудшения здоровья Мюррей решил сменить климат, и в 1784 году переселился в Великобританию. До конца жизни он жил в городке Холгейт, графство Йоркшир, посвятив себя занятиям ботаникой, теологией и лингвистикой. Сад у дома Мюррея, по оценкам современников, по разнообразию представленных в нём растений превосходил Королевские ботанические сады Кью.
В числе книг, написанных Мюрреем на пенсии, известен труд 1787 года «Власть религии над разумом» (англ. The Power of Religion on the Mind), который выдержал 20 изданий до 1842 года и был дважды переведён на французский язык.
Большое внимание Мюррей уделял также лингвистике и в 1795 году опубликовал свой учебник грамматики английского языка — English Grammar. Это был первый в мире учебник английской грамматики, который очень быстро приобрёл мировую известность и выдержал более 50 изданий в Англии и Америке. В течение долгого времени English Grammar оставался единственным учебником грамматики в англоязычных школах. В 1797 году Мюррей выпустил книгу практических упражнений по английской грамматике — English Exercises с ключом (A Key) к заданиям, обе эти книги также пользовались большим спросом. Впоследствии Мюррей написал также учебники французского языка — Lecteur Francais (1802) и Introduction to the Lecteur Francais (1807). От издания каждой из своих книг Мюррей получал гонорар в 700 фунтов стерлингов, и жертвовал все эти деньги на благотворительные цели. Авторские права на теологические произведения Мюррей уступил своим издателям. В 1796 году, когда известный меценат Уильям Тьюк основал в Йорке свою знаменитую больницу для душевнобольных, Мюррей прилагал усилия для внедрения там системы гуманного лечения.
Последние шестнадцать лет жизни Мюррей никогда не покидал свой дом, по-видимому в силу перенесённого им тяжёлого заболевания (полиомиелит). Он умер 16 января 1826 года, в возрасте 81 года.

## Публикации
- Extracts from the Writings of Divers Eminent Authors, of Different Religious Denominations; and at Various Periods of Time, Representing the Evils and Perncious Effects of Stage Plays, and Other Vain Amusements. 1787
- The Power of Religion on the Mind In Retirement, Sickness, and at Death; Exemplified in the Testimonies and Experience of Men Distinguished by Their Greatness, Learning, or Virtue. 1787
- English Grammar Adapted to the Different Classes of Learners. With an Appendix, Containing Rules and Observations, for Assisting the More Advanced Students to Write with Perspicuity and Accuracy. By Lindley Murray. 1795
- English Exercises: Adapted to the Grammar Lately Published by L. Murray: Consisting of Exemplifications of the Parts of Speech, Instances of False Orthography, Violations of the Rules of Syntax, Defects in Punctuation, and Violations of the Rules Respecting Perspicuity and Accuracy: Designed for the Benefit of Private Learners, As Well As for the Use of Schools. 1797
- The Beauties of Prose and Verse Selected from the Most Eminent Authors. 1798
- The English Reader: or, Pieces in Prose and Poetry, Selected from the Best Writers Designed to Assist Young Persons to Read with Propriety and Effect; to Improve Their Language and Sentiments; and to Inculcate Some of the Most Important Principles of Piety and Virtue. : With a Few Preliminary Observations on the Principles of Good Reading. 1799
- Sequel to The English Reader Or, Elegant Selections in Prose and Poetry. Designed to Improve the Highest Class of Learners in Reading; … By Lindley Murray. 1800